# Polina Kuznecova
Polina Viktorovna Kuznecova, nata Vjachireva (in russo Полина Викторовна Кузнецова?; traslitterato anche come Polina Kuznetsova; Shopokov, 10 giugno 1987), è un'ex pallamanista russa.
Con la maglia della nazionale russa ha vinto l'oro olimpico ai Giochi di Rio de Janeiro 2016, tre medaglie ai Campionati mondiali e due medaglie ai Campionati europei, mentre con la squadra del ROC ha conquistato l'argento ai Giochi di Olimpici di Tokyo 2020. È la sorella di Anna Vjachireva.

## Biografia
Polina Vjachireva è nata a Shopokov, in Kirghizistan, all'epoca parte dell'Unione Sovietica, il 10 giugno 1987. Ha un fratello e due sorelle. Suo padre Viktor è un allenatore di pallamano e ha indirizzato le figlie a quello sport fin da bambine. Anche sua sorella minore Anna Vjachireva è una giocatrice professionista di pallamano. Ha iniziato a giocare a pallamano a sei anni allenata dal padre, il quale era inflessibile con la figlia e la obbligava ad allenarsi tutti i giorni, anche con la pioggia e in inverno.
Nel 2002, a quindici anni, ha iniziato a giocare per la squadra professionistica Volgograd AKVA, dove è rimasta solo una stagione. L'anno successivo ha giocato nel Rostov-Don, per poi passare al Lada Togliatti, con il quale ha vinto il campionato russo di pallamano femminile nella stagione 2004-2005 e nella stagione 2005-2006.
Nel 2003 ha fatto parte della nazionale russa U17 che ha vinto la medaglia d'oro al Campionato europeo giovanile, mentre l'anno successivo ha vinto l'oro al Campionato europeo juniores in Repubblica Ceca con la nazionale U19. Nel 2005 con la nazionale U20 ha vinto la medaglia d'oro al Campionato mondiale juniores.
A dicembre 2005 ha anche partecipato con la nazionale maggiore al Campionato mondiale di pallamano che si è svolto a San Pietroburgo, dove la squadra russa ha conquistato la medaglia d'oro. A dicembre 2006 sempre con la nazionale senior ha vinto la medaglia d'argento al Campionato europeo disputato a Stoccolma.
Nella stagione 2006-2007 si è trasferita al club Zvezda Zvenigorod, dove è rimasta fino al 2013. Durante la sua permanenza nella squadra di Zvenigorod ha vinto una volta il campionato russo di pallamano, una volta la EHF Champions League e una volta la EHF European League.
Nel 2007 al Campionato mondiale svoltosi in Francia ha conquistato la sua seconda medaglia d'oro mondiale con la nazionale senior, ed è stata inoltre nominata migliore ala sinistra del torneo.
Nella stagione 2013-2014 si è trasferita al club HC Astrakhanochka, dove l'anno successivo è arrivata anche sua sorella Anna.
Ad agosto 2016 entrambe le sorelle hanno fatto parte della nazionale russa che ha vinto la medaglia d'oro ai Giochi olimpici di Rio de Janeiro, e Kuznecova è stata riconosciuta migliore ala sinistra del torneo.
Nella stagione 2016-2017 si è trasferita al HC Kuban Krasnodar, dove è rimasta solo una stagione, per passare l'anno successivo al club macedone ŽRK Vardar. Dopo solo un anno è tornata in Russia e ha firmato un contratto con il Rostov-Don, dove già aveva giocato un anno all'inizio della sua carriera e dove si è riunita in squadra con la sorella. Con il Rostov-Don ha vinto per due volte il campionato russo, nel 2018-2019 e nel 2019-2020.
Nel 2018 ha fatto parte della nazionale russa che ha vinto la medaglia d'argento al Campionato europeo di pallamano, e l'anno successivo la squadra russa ha vinto il bronzo al Campionato mondiale in Giappone.
Nel 2021 ha giocato nuovamente alle Olimpiadi insieme a sua sorella Anna, facendo parte della rappresentativa del Comitato Olimpico Russo ai Giochi olimpici di Tokyo, dove ha vinto la medaglia d'argento ed è stata nuovamente eletta migliore ala sinistra del torneo. Dopo la finale ha annunciato il suo ritiro dalla nazionale.

## Vita privata
Da giovane è stata sposata e ha preso il cognome del marito, Kuznecova, con il quale è stata conosciuta durante gran parte della sua carriera sportiva e che ha continuato ad usare anche dopo il divorzio. Dal marito ha avuto un figlio di nome Yaroslav. In seguito ha iniziato una relazione con il giocatore di pallamano croato Mislav Nenadić.

## Palmarès

### Club
- EHF Champions League

Zvezda Zvenigorod 2007-2008 (vincitore)
- EHF European League

Zvezda Zvenigorod 2006-2007 (vincitore)
- Campionato russo: 5

Lada Togliatti 2004-2005, 2005-2006
Zvezda Zvenigorod 2006-2007
Rostov-Don 2018-2019, 2019-2020
- Coppa di Russia: 3

Zvezda Zvenigorod 2010-2011
Rostov-Don 2019-2020, 2020-2021

### Nazionale
- Oro olimpico: 1

Rio de Janeiro 2016
- Argento olimpico: 1

Tokyo 2020
- Campionato mondiale

 Oro: Russia 2005
 Oro: Francia 2007
 Bronzo: Giappone 2019
- Campionato europeo

 Argento: Svezia 2006
 Argento: Francia 2018
- Campionato mondiale juniores

 Oro: Repubblica ceca 2005
- Campionato europeo juniores

 Oro: Repubblica ceca 2004
- Campionato europeo giovanile

 Oro: Russia 2003

### Individuale
- Miglior ala sinistra al Campionato mondiale femminile di pallamano 2007[5]

- Miglior ala sinistra al Campionato europeo femminile di pallamano 2012[10]

- Miglior ala sinistra ai Giochi olimpici di Rio 2016[6]

- Miglior ala sinistra ai Giochi olimpici di Tokyo 2020[8]